# Dave Monahan
Dave Monahan est un scénariste, acteur et compositeur américain, né le 3 mars 1918 à New York (États-Unis) et mort le 27 mai 2003 .